# Maypuco
Maypuco es una localidad peruana, en el distrito de Urarinas, provincia de Loreto, al noroeste del departamento de Loreto.

## Descripción
Maypuco se encuentra a las orillas del río Marañón, en sus alrededores se encuentra el sitio arqueológico de Cuninico y Maypuco.